# Осока необычная
Осо́ка необычная, или Осока Инсани (лат. Cārex insaniae) — вид травянистых растений рода Осока (Carex) семейства Осоковые (Cyperaceae).

## Ботаническое описание
Многолетнее травянистое растение высотой до 30 см, образующее рыхлую дерновину. Стебли шероховатые, при основании с светло-бурыми либо бурыми влагалищами. Листья плоские, шириной 7 −12 мм. Нижний прицветный лист 2,5-5 см длиной, с влагалищем 1-1,5 см длиной.
Верхний колосок тычиночный, 1-2 см длиной, с буровато-ржавыми колосковыми чешуями. Нижние колоски — пестичные, плотные, 1-1,5 см длиной. Плод длиной 3,5-4 мм и 1,9-2,3 мм шириной. Цветёт в июле — августе. Плодоносит в августе.

## Экология и распространение
Встречается на облесенных склонах вблизи морского побережья, в высокотравье по опушкам на горных склонах.
В России известно несколько местонахождений на острове Кунашир (Курильские острова). За рубежом встречается в Японии (острова Хоккайдо и Хонсю)

## Охранный статус
Занесена в Красную книгу России и в региональную Красную книгу Сахалинской области. Вымирает в связи с хозяйственной деятельностью и вырубкой лесов в местах своего обитания.